# Бернд Луке
Бернд Луке (19. септембра 1962. Западни Берлин) је немачки економ и политичар и професор макроекономије на хамбурском универзитету и европосланик за Алиансу за напредак и одлазак, кратко АЛФА 
Био је 33 године члан CDU. Био је суоснивач Алтернативе за Немачку 2013. године али је године 2015. напустио странку и основао Алијансу за напредак и одлазак.
Отац је петоро деце.